# Wolfgang Petersen
Wolfgang Petersen (ur. 14 marca 1941 w Emden, zm. 12 sierpnia 2022 w Brentwood) – niemiecki reżyser filmowy, producent i scenarzysta. Nominowany do Oscara za najlepszą reżyserię i za scenariusz adaptowany oraz nagrody BAFTA dla filmu zagranicznego za dramat wojenny Okręt (Das Boot, 1981) o losach załogi jednego z U-Bootów podczas II wojny światowej. 

## Życiorys

### Wczesne lata
Urodził się w Emden w Niemczech. W wieku 11 lat zdecydował, że chce zostać filmowcem. W latach 1953–1960 uczęszczał do szkoły naukowej im. Jana Bugenhagena w Hamburgu, gdzie nakręcił kamerą swoje pierwsze filmy 8 mm. Na początku lat 60. pracował jako aktor i reżyser w teatrze im. Ernsta Deutscha w Hamburgu. W latach 1966–1970 studiował w Niemieckiej Akademii Filmu i Telewizji w Berlinie.

### Kariera
W 1965 zrealizował czarno-biały film telewizyjny NDR Miasto na palach (Stadt auf Stelzen). Reżyserował też filmy krótkometrażowe, w tym Czerwona flaga (Die rote Fahne, 1968), Nie ja (Ich nicht, 1969) i Jedno z nas dwojga (Der Eine - der Andere, 1969). Następnie zrealizował dramat Zabiję cię Wolf (Ich werde dich töten, Wolf, 1971) z udziałem Wolfa Rotha. W latach 1971–1977 wyreżyserował sześć odcinków serialu kryminalnego ARD Tatort, do którego napisał również scenariusz. Za reżyserię dreszczowca sensacyjnego Któryś z nas (Einer von uns beiden, 1974) z Jürgenem Prochnowem otrzymał Niemiecką Nagrodę Filmową w kategorii najlepszy nowy reżyser. Jego kolejny film – dramat Konsekwencja (Die Konsequenz, 1977) poruszał temat homoseksualizmu i wywołał skandal, gdy BR odmówił jego emisji w ARD z tego powodu, a w rezultacie film trafił do kin.
Po międzynarodowym sukcesie dramatu wojennego Okręt (Das Boot, 1981), Petersen zyskał świetną pozycję w Hollywood. Zanim jednak wyemigrował do Los Angeles w 1986, nakręcił kolejny hit kasowy w Niemczech, który do dziś cieszy się statusem filmu kultowego – anglojęzyczny film fantasy Niekończąca się opowieść (Die unendliche Geschichte, 1983), oparty na powieści dla młodzieży pod tym samym tytułem autorstwa Michaela Ende, za który zdobył nagrodę Bambi.
W swojej własnej firmie produkcyjnej Radian Productions w kooperacji z Amerykanami zrealizował dramat fantastycznonaukowy Mój własny wróg (Enemy Mine, 1985), który był nominowany do nagrody Saturna w kategorii najlepszy film science fiction i Hugo w kategorii najlepsza prezentacja dramatyczna. W jego dramacie kryminalnym Okruchy wspomnień (Shattered, 1991) w obsadzie znaleźli się: Tom Berenger, Greta Scacchi, Bob Hoskins, Joanne Whalley-Kilmer i Corbin Bernsen. Jego sensacyjny dramat kryminalny Na linii ognia (In the Line of Fire, 1993) z Johnem Malkovichem i Clintem Eastwoodem odniósł wielki sukces kasowy. Podobnie jak dramat sensacyjny Epidemia (Outbreak, 1995) z Dustinem Hoffmanem, Rene Russo i Morganem Freemanem, który przyniósł nagrodę Bambi. Hitem kinowym okazał się też Air Force One (1997) z Harrisonem Fordem, za który otrzymał nagrodę Bambi za reżyserię. W 2001 został okrzyknięty reżyserem roku ShoWest, po premierze przebojowego dramatu przygodowego akcji Gniew oceanu (The Perfect Storm, 2000). Zaproponowano mu szansę wyreżyserowania Sumy wszystkich strachów (2002), ale odmówił.

## Życie prywatne
W latach 1970–1978 był żonaty z aktorką Ursulą Sieg, z którą miał syna Daniela (ur. 21 października 1968). W 1978 zawarł związek małżeński z Marią–Antoinette Borgel, niemiecką koordynatorką scenariuszy i asystentką reżysera.

### Śmierć
Zmarł 12 sierpnia 2022 w Brentwood na raka trzustki, w wieku 81 lat.

## Filmografia
| Rok       | Tytuł                                                                     | Reżyser | Scenarzysta | Producent            |
| --------- | ------------------------------------------------------------------------- | ------- | ----------- | -------------------- |
| 1965      | Miasto na palach (Stadt auf Stelzen, TV)                                  | T       |             |                      |
| 1968      | Czerwona flaga (Die rote Fahne, krótkometrażowy)                          | T       |             |                      |
| 1969      | Nie ja (Ich nicht, krótkometrażowy)                                       | T       | T           |                      |
| 1969      | Jedno z nas dwojga (Der Eine - der Andere, krótkometrażowy)               | T       | T           |                      |
| 1971      | Zabiję cię Wolf (Ich werde dich töten, Wolf)                              | T       | T           |                      |
| 1971–1977 | Tatort (Miejsce zbrodni, serial)                                          | T       | T           |                      |
| 1972      | Anna und Totò (TV)                                                        | T       |             |                      |
| 1973      | Smog (TV)                                                                 | T       |             |                      |
| 1973      | Van der Valk und die Reichen (TV)                                         | T       |             |                      |
| 1974      | Któryś z nas (Einer von uns beiden)                                       | T       |             |                      |
| 1974      | Aufs Kreuz gelegt (TV)                                                    | T       |             |                      |
| 1975      | Die Stadt im Tal (TV)                                                     | T       |             |                      |
| 1975      | Stellenweise Glatteis (TV)                                                | T       |             |                      |
| 1976      | Hans im Glück (TV)                                                        | T       |             |                      |
| 1976      | Vier gegen die Bank (TV)                                                  | T       |             |                      |
| 1977      | Planübung (TV)                                                            | T       | T           |                      |
| 1977      | Konsekwencja (Die Konsequenz, TV)                                         | T       | T           |                      |
| 1978      | Czarne i białe jak dnie i noce (Schwarz und weiß wie Tage und Nächte, TV) | T       |             |                      |
| 1981      | Okręt (Das Boot)                                                          | T       | T           |                      |
| 1984      | Niekończąca się opowieść (Die unendliche Geschichte)                      | T       | T           |                      |
| 1985      | Mój własny wróg (Enemy Mine)                                              | T       |             |                      |
| 1985      | Okręt (Das Boot, miniserial)                                              |         | T           |                      |
| 1991      | Okruchy wspomnień (Shattered)                                             | T       | T           | T                    |
| 1993      | Na linii ognia ( In the Line of Fire)                                     | T       |             |                      |
| 1995      | Epidemia (Outbreak)                                                       | T       |             | T                    |
| 1997      | Air Force One                                                             | T       |             | T                    |
| 2000      | Gniew oceanu (The Perfect Storm)                                          | T       |             |                      |
| 2001–2003 | Tajne akcje CIA (The Agency, serial)                                      |         |             | producent wykonawczy |
| 2004      | Troja (Troy)                                                              | T       |             | T                    |
| 2006      | Posejdon (Poseidon)                                                       | T       |             | T                    |
| 2016      | Jak rozbić bank (Vier gegen die Bank)                                     | T       |             | T                    |